# Petko Voyvoda Peak
Petko Voyvoda Peak är en bergstopp i Antarktis. Den ligger i Sydshetlandsöarna. Argentina, Chile och Storbritannien gör anspråk på området. Toppen på Petko Voyvoda Peak är 541 meter över havet, eller 6 meter över den omgivande terrängen. Bredden vid basen är 0,09 km.
Terrängen runt Petko Voyvoda Peak är varierad. Havet är nära Petko Voyvoda Peak åt nordost. Trakten är glest befolkad. Närmaste befolkade plats är Captain Arturo Prat base, 18,1 kilometer nordost om Petko Voyvoda Peak. 